# Практика
Практика је фирма која израђује оптичке инструменте, фото-апарате и камере. Пореклом је из Дрездена, Немачка.
Основао ју је 1887. Рихард Хитиг. Први патент Практике био је 1936. СЛР филм фотоапарат. Практика данас продаје врло приступачне камере и фото-апарате са добрим квалитетом слике. Учествовала је и у америчким, европским и руским свемирским програмима.

## ХД модели камкордера
Практика крајем 2009. на тржишту продаје и 2 модела камера у Фул ХД (енгл. Full HD) резолуцији 1920×1080 пиксела, са 30 снимака у секунди, који је подесан за гледање на широким и квалитетним телевизорима. 
- DVC 10.1 HDMI
- DVC 10.2 HDMI